# Cantó de Brest-Lambezellec
El cantó de Brest-Lambézellec (bretó Kanton Brest-Lambezelleg) és una divisió administrativa francesa situat al departament de Finisterre a la regió de Bretanya.

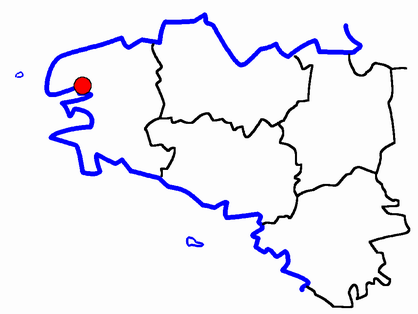
Situació del cantó

## Composició
El cantó aplega el barri de Lambézellec de la ciutat de Brest.

## Història
| Data d'elecció                           | Identitat     | Partit | Qualitat |
| ---------------------------------------- | ------------- | ------ | -------- |
| 2004-                                    | Daniel Abiven | PS     |          |
| les dades anteriors no són pas conegudes |               |        |          |
|                                          |               |        |          |